# シャイニンガールれいでぃお 小町の茶飲み話
シャイニンガールれいでぃお 小町の茶飲み話（シャイニンガールれいでぃお こまちのちゃのみばなし）は、ボイスドラマ『美少女忍者 シャイニンガール!』に関連したインターネットラジオ番組。

## パーソナリティー
※基本的に2人(後に3人)ずつで隔週交代
- 鎌田梢（服部リサコ役）
- 加藤英美里（藤林ミヤビ役）
- 板東愛（雑賀モモコ役）
- 鹿野優以（柳生チナミ役）
- 大越多佳子（真田ユリナ役）
- 相沢舞（紅丸役） ※第48回より参加

## 概要
- 期間 2006年11月6日 - 2009年3月28日（全86回）

毎週火曜日に更新されていたが、後に不定期更新となった。

## コーナー
ふつおた飛脚便
トークテーマ、シャイニンガールズへの質問、悩み相談などの普通の便りを募集。
ユリナの「節約姫の知恵袋」
独自に行っている節約術や、大金を楽に稼げる方法を募集。
リサコの「オシャレ番長日記」
オシャレだと思う女の子の服、またはオシャレだと思う物や行動を募集。
ミヤビの「おバカな日常」
「なんでこんなことしてしまったんだろう」という行動、変なクセ、おマヌケな失敗談など、明るくもおバカなエピソードを募集。
モモコの「これがないとダメなの〜」
「コレがないと仕事がはかどらない」「コレがないと勉強が手につかない!」というモノを募集。
チナミの「悪を斬る!」
ムカッとした出来事、怒っている事を募集。
ユリナの節約姫の贅沢三昧

## ゲスト
- 第19回：相沢舞
- 第48回：大越多佳子